# راول ريانكو
راول رويز غونزاليز ريانكو (بالإسبانية: Raúl Ruiz González–Riancho)‏ هو مدرب لياقة كرة قدم إسباني ولد في يوم 13 فبراير 1960 في أونتانيدا في كانتابريا في إسبانيا، يعمل حالياً مع نادي سبارتاك موسكو وسبق له العمل مع دينامو كييف و روبين كازان و نادي ليفانتي و منتخب أوكرانيا لكرة القدم ونادي راسينغ سانتاندير.